# Gottlieb Friedrich Otto
Gottlieb Friedrich Otto (* 19. Mai 1751 in Dresden; † 8. Januar 1815 in Friedersdorf) war ein deutscher Lehrer, Pfarrer und Lexikograf. Bekanntheit erlangte er als Autor des mehrbändigen Lexikon der seit dem 15. Jahrhundert verstorbenen und jetztlebenden Oberlausitzischen Schriftsteller und Künstler.

## Leben
Gottlieb Friedrich wurde als ältester Sohn von Gottfried Friedrich Otto geboren. Sein Vater war Herzoglich gothaischer Sekretär und Agent am kursächsischen Hof in Dresden. In Dresden besuchte er von 1761 bis 1770 die Kreuzschule und bis 1773 in Leipzig die Universität.
Nach Beendigung seines Studiums übernahm Otto für sechs Jahre die Stelle eines Hofmeisters bei der Adelsfamilie von Gersdorff zu Gröditz. 1779 wurde er als erster Lehrer am Görlitzer Waisenhaus angestellt. Im Mai 1784, nachdem er einige Monate zuvor die Pfarrstelle zu Lichtenberg erhalten hatte, wurde er in das Pfarramt zu Friedersdorf berufen, wo er bis zu seinem Lebensende wirkte.
Während dieser Zeit arbeitete er an dem Lexikon der seit dem 15. Jahrhundert verstorbenen und jetztlebenden Oberlausitzischen Schriftsteller und Künstler, das erstmals von 1800 bis 1803 in drei Bänden erschien. Er arbeitete dabei mit weiteren Lokalhistorikern und Lehrern zusammen. Im Lexikon wurden sämtliche Werke der Schriftsteller, auch unbedeutende Schriften, und die Rezensionen erwähnt. Leider fanden sich zunächst wenig Käufer für das Werk, so das Otto genötigt war, seine umfangreiche und wertvolle Bibliothek zu versteigern um die Buchdrucker bezahlen zu können. Zu diesem Anlass wurde ein Auktionskatalog mit bibliographischen Anmerkungen erstellt und gedruckt. 1821, nach seinem Tod, erschien ein Supplementband und bis 1831 zwei weitere. Das Lexikon wurde mehrmals als Reprint wieder veröffentlicht.
Gottlieb Friedrich Otto starb am 8. Januar 1815, im Alter von 63 Jahren, in Friedersdorf. Er war Mitglied der Oberlausitzischen Gesellschaft der Wissenschaften zu Görlitz, in deren Zeitschrift er zahlreiche Aufsätze zur Geschichte der Lausitz veröffentlichte und herausgab sowie Rezensionen schrieb.

## Veröffentlichungen (Auswahl)
- Martin Luthers Sendschreiben an einen Oberpfarrer der Oberlausitz über das Bedürfnis besserer Gesangbücher. Wittenberg 1798.
- Lexikon der seit dem funfzehenden Jahrhunderte verstorbenen und jeztlebenden Oberlausizischen Schriftsteller und Künstler. 3 Bände, Görlitz 1800–1803 (dazu: Supplementband, hrsg. von M.J.D. Schulze, Görlitz/Leipzig 1821).
- Etwas von der Oberlausitzer Abkunft der Grafen von Hartig. Görlitz 1803.
- Einige Geschlechtsnachrichten von den Herren von Schindel, besonders von den oberlausitzischen Zweigen. Görlitz 1803.
- Kurze Nachricht von denen Stadt- und Landpredigern in der Oberlausitz, die sich dreymal verehelicht haben. Görlitz 1805.
- Kurze Nachricht von denjenigen Rathmannen zu Görlitz, die seit 1701 im Rathsstuhle theils ihrer Väter, theils ihrer Großväter Aemter bekleidet haben. Görlitz 1806.